# Aleksandra Wsołek
Aleksandra Wsołek (ur. 15 września 2001) – polska lekkoatletka specjalizująca się w biegu na 400 metrów.
W 2019 roku została brązową medalistką mistrzostw Europy juniorów w sztafecie 4 x 400 metrów. 
Medalistka mistrzostw Polski juniorów.
Rekordy życiowe: stadion – 53,79 (24 lipca 2021, Suwałki).

## Osiągnięcia
| Rok  | Impreza                | Miejsce | Konkurencja             | Pozycja    | Wynik   |
| ---- | ---------------------- | ------- | ----------------------- | ---------- | ------- |
| 2019 | Mistrzostwa Europy U20 | Borås   | bieg na 400 metrów      | eliminacje | 55,54   |
| 2019 | Mistrzostwa Europy U20 | Borås   | sztafeta 4 x 400 metrów | 3. miejsce | 3:37,13 |